# Светушкин, Дмитрий Сергеевич
Дмитрий Сергеевич Светушкин (25 июля 1980, Молдавская ССР — 4 сентября 2020, Кишинёв) — молдавский шахматист, гроссмейстер (2002).
Чемпион Молдавии (2000). Серебряный призёр чемпионатов Молдавии (2016 и 2018).
В составе национальной сборной Молдавии участник десяти шахматных олимпиад (2002—2018) и трёх командных чемпионатов Европы (2011, 2015, 2017).
Победитель мемориала Б. Костича (Вршац, 2017). Победитель опен-турнира Ikaros Chess Festival (2003; с Ю. Хелльстеном и М. Шиманьским), опен-турниров в Гапе (2008), Палеохоре (2010; с Ю. Г. Криворучко и А. В. Зубаревым), Врахати (2012 г.; после тай-брейка с Э. Хансеном и Ш. Сундаром), Корунде (2017 г., после тай-брейка с Б. Гледурой).
Известен также как теоретик. Автор книги о теории защиты Грюнфельда.
Покончил жизнь самоубийством 4 сентября 2020 года, выпрыгнув из окна.

### Книга
- Svetushkin, Dmitry (2013). The Ultimate Anti-Grünfeld: A Sämisch Repertoire. Chess Stars. ISBN 978-9548782944.

## Изменения рейтинга
| Графики недоступны из-за технических проблем. См. информацию на Фабрикаторе и на mediawiki.org. |

## Награды
- Медаль «За гражданские заслуги» (30 августа 2017 года) — за заслуги в развитии и продвижении шахмат и успехи, достигнутые на международных соревнованиях[10]